# As-Sawíra
As-Sawíra (arabsky الصويرة‎, berbersky ⵜⴰⵙⵓⵔⵜ, také Essaouira nebo portugalsky Mogador) je přístavní město v Maroku. Leží na pobřeží Atlantského oceánu v regionu Marrákéš-Safi.

## Dějiny
Podle archeologických průzkumů byla lokalita osídlena už v pravěku. Zdejší zátoka chráněná od moře stejnojmenným ostrovem Mogador vytváří klidný přírodní přístav, jde o jedno z nejlepších kotvišť při pobřeží Maroka. Kartaginský průzkumník Hanno Mořeplavec zde při své návštěvě v pátém století před naším letopočtem založil obchodní stanici. Kromě Kartáginců zde ve starověku žili i Berbeři i Římané.
Okolo počátku našeho letopočtu zde numidský král Juba II. vybudoval výrobnu tyrského purpuru, kteréžto barvivo se zde vyrábělo z ostranek sbíraných z mořských skalisek v pásmu přílivu. Barvivo sloužilo k výrobě purpurových pruhů tóg římských senátorů.
V roce 1506 zde nařídil portugalský král Manuel I. Portugalský vybudování pevnosti, která byla nazvána Castelo Real de Mogador, ale ta vydržela v portugalských rukou jen čtyři roky, do roku 1510, kdy byla dobyta místními obyvateli. Mohutný rozvoj města nastal v druhé polovině 18. století, kdy se z nevýznamného městečka As-Sawíra vyvinulo v živé obchodní centrum spojující Maroko se Subsaharskou Afrikou i Evropou. Urbanismus a architektura opevněného přístavního města spojují evropské prvky s arabsko-muslimskými. Od roku 2001 je zdejší medína (historické centrum) zapsána na seznamu světového kulturního dědictví UNESCO.

## Zajímavost
V povídce Berberský autobus, která vyšla v roce 1941 v souboru povídek různých autorů Dvanáct poutí světem, popsal spisovatel Zdeněk Němeček příběh českého řidiče Roberta Jaroška, který založil a provozoval v Maroku autobusovou linku na trase Marakeš-Mogador (As-Sawíra).

## Galerie

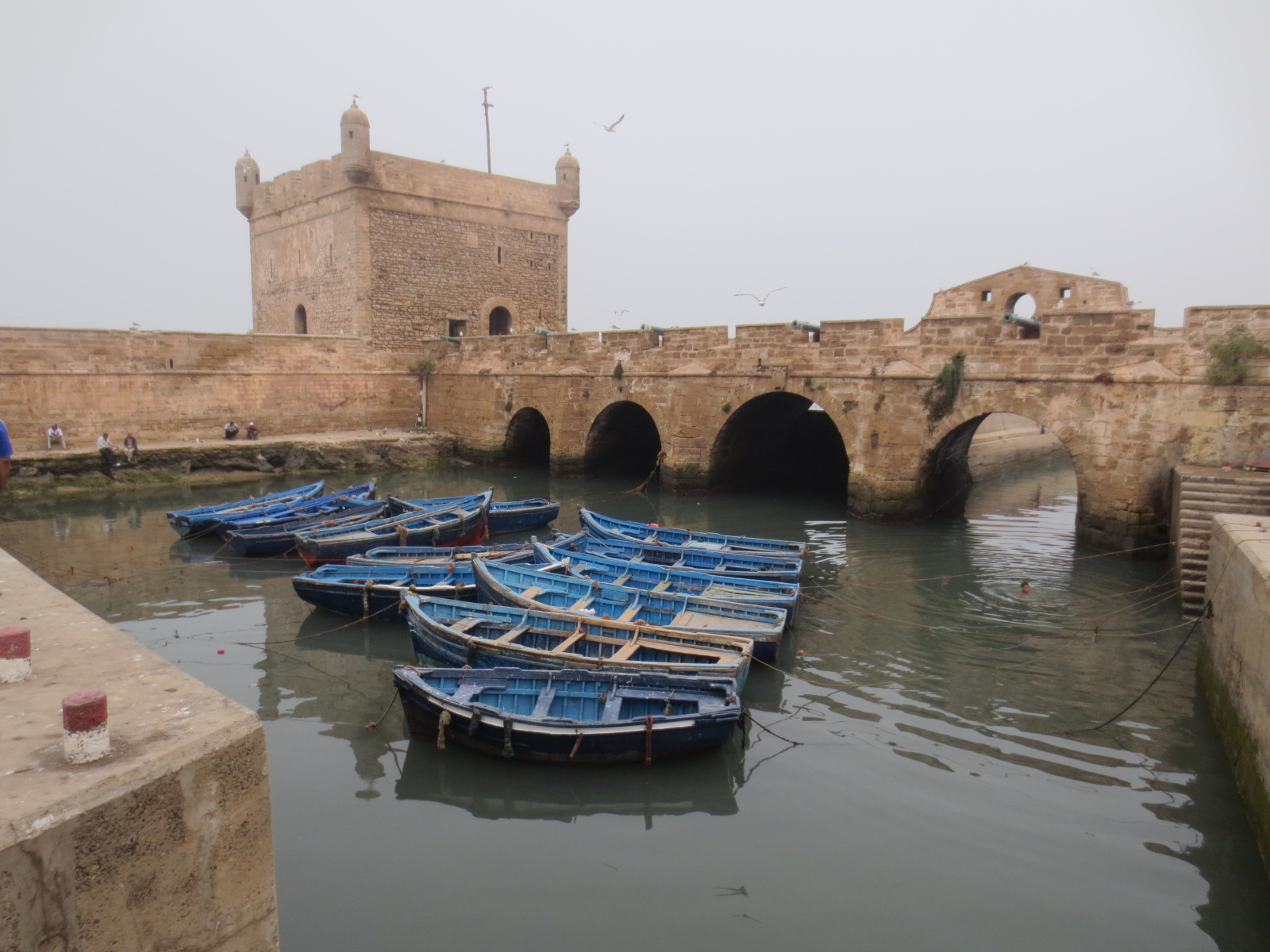
Historický přístav
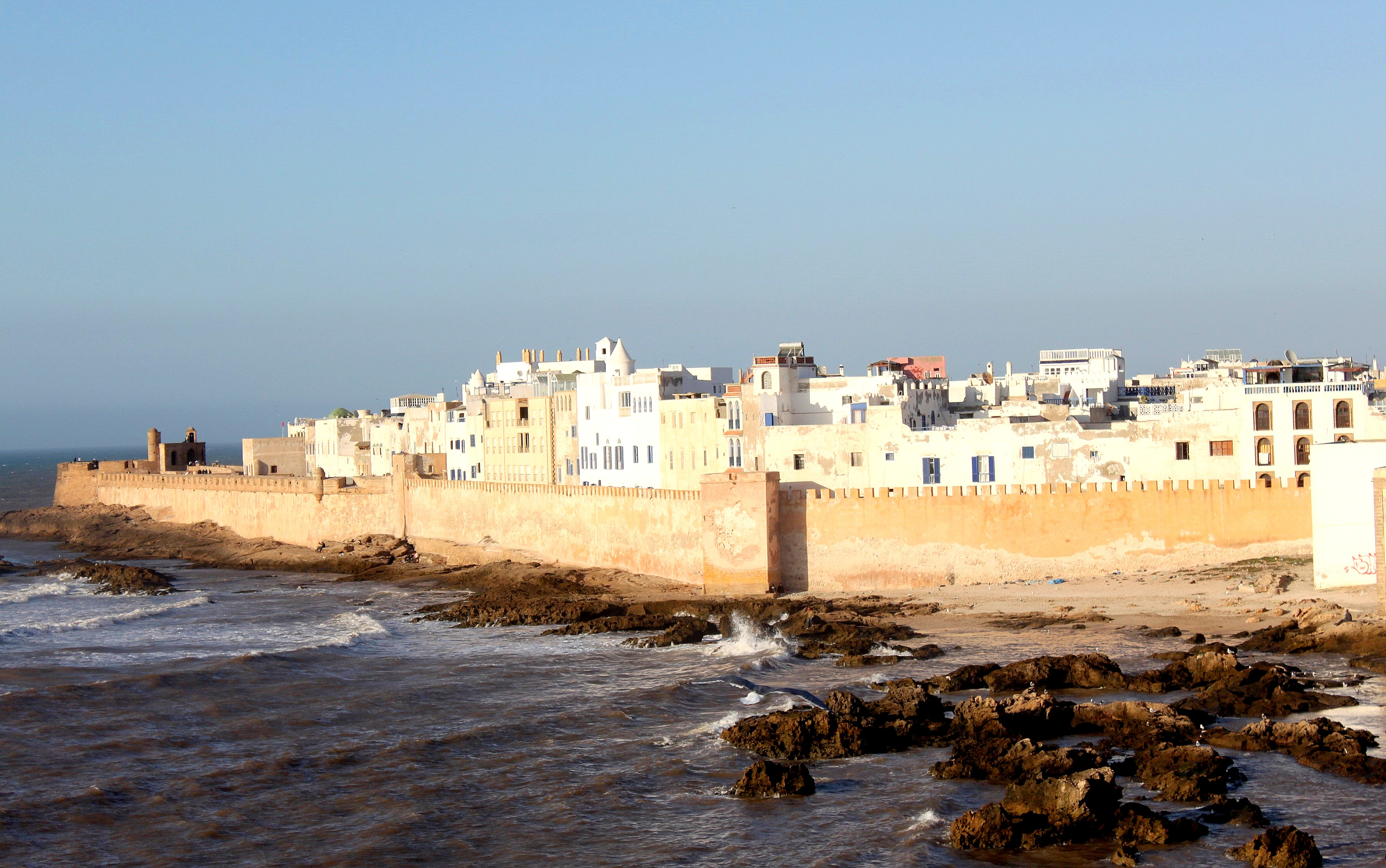
Část městského opevnění
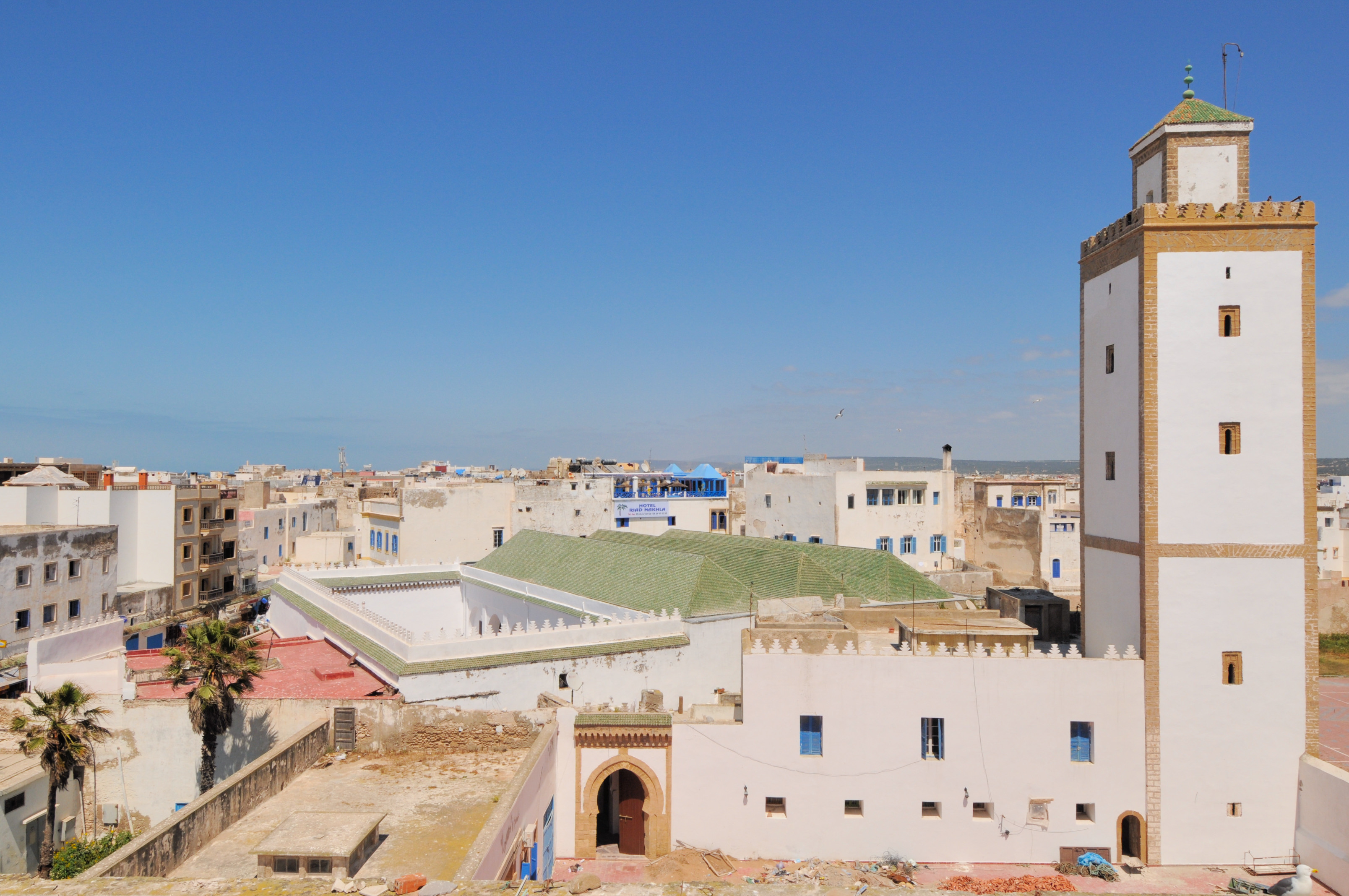
Mešita Ben Youssef
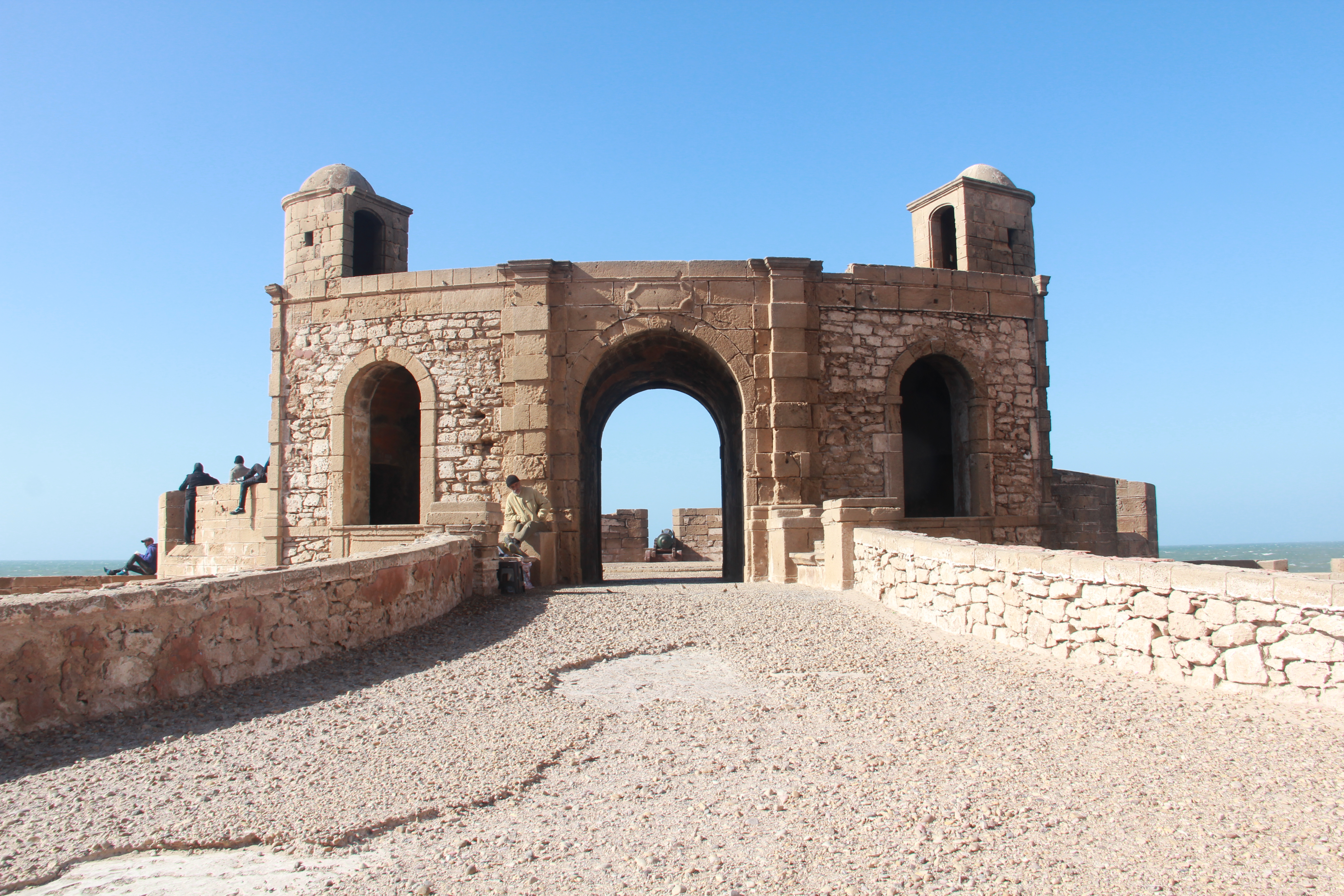
Scala de la Kasbah